# Orden Cacique Timanco
Orden Cacique Timanco es la máxima condecoración que entrega la Asamblea Departamental del Huila a entidades o personas nacionales o extranjeros que se han caracterizado por su labor en beneficio del Departamento del Huila, creada mediante Ordenanza N° 013 del 30 de noviembre de 1989, “CONDECORACIÓN ORDEN CACIQUE TIMANCO”.
La Asamblea Departamental hace un minucioso estudio antes de otorgar la condecoración para que esta sea entregada a personajes con méritos. El ente colegiado ha entregado la exaltación a entidades públicas como: el Hospital Departamental San Antonio, Fundación Universitaria María Cano,  Cruz Roja del Huila, Batallón Tenerife IX Brigada Ejército Nacional de Colombia, Comité de Cafeteros del Huila, Universidad Cooperativa de Colombia, y personalidades como Julio César Triana Quintero congresista de Colombia,  Winston Morales escritor, Luz Stella Escobar Ome artista plástica, Germán Vargas Lleras vicepresidente de la república y candidato presidencial, César Augusto Rincón González, Jhon Fredy Núñez, Roberto londoño Uribe,entre otros distinguidos personajes. 